# خانات يرقند
خانات يرقند كانت دولة يحكمها الجغتائيون الجنكيزيون، وكان غالبية سكانها ورعايها ومقهوريها من الترك في آسيا الوسطى.

## العاصمة
كانت يرقند هي عاصمة الخانات، وكانت تُعرف أيضًا بولاية يرقند (مملاكاتي يرقند)، منذ إنشاء خانية يرقند حتى سقوطها (1514-1705). كما جعلتها ولاية دوغلة السابقة المحكومة من قبل ميرزا أبو بكر دوغلات (1465-1514) من كاشغرية يرقند عاصمة للولاية.

## التاريخ
كان الخانات في الغالب من الأويغور/الأتراك؛ بعض المدن الأكثر اكتظاظًا بالسكان مثل خوتان، يرقند، كاشغر، يانجيهيسار، أكسو، أوختوربان، كوتشا، كاراشار، توربان وكومول. تمتعت بالحكم الذاتي الذي استمر في المنطقة لنحو 200 عام حتى غزاها دزنغر خان، تسيوانغ ربتان في عام 1713.
في النصف الأول من القرن الرابع عشر انهارت خانية جغتاي. في الجزء الغربي من خانية جغتاي المنهارة، ظهرت إمبراطورية تيمور في عام 1370، وأصبحت القوة المهيمنة في المنطقة حتى غزاها الشيبانيون في عام 1508. أصبح الجزء الشرقي منها مغولستان، التي أنشأها تغلق تيمور خان عام 1347 وعاصمتها متمركزة في الملك، حول وادي نهر إيلي. شملت جميع الأراضي المستقرة في شرق كاشغاريا، بالإضافة إلى مناطق توربان وكومول التي كانت تُعرف في ذلك الوقت باسم الأويغورستان، وفقًا لمصادر بلخية والهندية في القرنين السادس عشر والسابع عشر. نشأت سلالة خانات يرقند الحاكمة من هذه الدولة، التي كانت موجودة منذ أكثر من قرن.
في عام 1509، تمرد الدوغلاتيون، الحكام التابعون لحوض تاريم، على خانات مغولستان وانفصلوا عنهم. بعد خمس سنوات، غزا السلطان سعيد خان، شقيق خان مغولستان في تورفان، الدوغلات، لكنه أسس خانات يرقند الخاصة به بدلاً من ذلك.
وضع هذا حداً للهيمنة على المدن الكاشغرية لأمراء الدوغلات، الذين كانوا يسيطرون عليها منذ عام 1220، عندما تم منح معظم كاشغر لدوغلات من قبل جغتاي خان نفسه. سمح غزو الدوغلاتيون لولاية يرقند بأن تصبح القوة الأولى في المنطقة.
خلف السلطان سعيد خان عبد الرشيد خان (1533-1565)، الذي بدأ عهده بإعدام أحد أفراد عائلة دغلات. وخاض عبد الرشيد خان أيضًا
```
معارك عدة للسيطرة على مغولستان (الغربية) ضد 
القرقيز
 
والكازاخستانيين
، لكن (الغربية) مغولستان خسرت في النهاية؛ بعد ذلك، كان المغول محدودي الممتلكات إلى حد كبير في 
حوض تاريم
.
```

وفي الوقت نفسه ، تم غزو خانات يرقند من قبل البوذيين خانات زنغار واحتلوها من 1678 إلى 1713.

## ثبت المراجع
- Saray Mehmet, Doğu Türkistan Tarihi (Başlangıçtan 1878’e kadar), Bayrak Matbaacılık, İstanbul-1997
- Kutlukov M,  About foundation of Yarkent Khanate (1465-1759) , Pan publishing house, ألماتي,1990
- Grousset، Rene (1970)، Empire of the Steppes، Rutgers University Press، ISBN:0813513049